# Dick Langerhorst
Dirk Frans Arie (Dick) Langerhorst (Amsterdam, 26 maart 1946 - Noordwijk, 13 mei 2008) was een topzwemmer, die gespecialiseerd was in de vlinderslag en de vrije slag. Namens Nederland nam hij tweemaal deel aan de Olympische Spelen. Hij behaalde 24 nationale titels en vestigde 27 keer een Nederlands record.

## Biografie
Langerhorst maakte zijn debuut in 1963 in de nationale zwemploeg en kwalificeerde zich voor de Olympische Spelen van 1964 in Tokio. Op de Spelen wist hij zich niet te plaatsen voor de finales. Vlak voor de EK 1966 kon hij niet in topvorm komen, omdat hij tegen een glazen deur aanliep en hierdoor lange tijd niet kon trainen vanwege de hechtingen.
In 1968 op de Olympische Spelen van Mexico-Stad strandde de zwemmer van HZ&PC eveneens eerder dan hem lief was; op de individuele 200 meter vlinderslag kwam Langerhorst niet verder dan de tweeëntwintigste plaats (2.17,4). Op de 4x200 meter vrije slag waren de series eveneens het eindstation: elfde plaats, met een 2.02,7 van startzwemmer Langerhorst. Zijn collega's in die race waren Johan Schans (tweede zwemmer), Aad Oudt (derde zwemmer) en Elt Drenth (slotzwemmer). Een jaar later toonde hij de vorm van zijn leven door het zwemmen van diverse nationale records en het behalen van zeven nationale titels.
In 2008 overleed hij op 62-jarige leeftijd na ziekte in Noordwijk.

## Titels

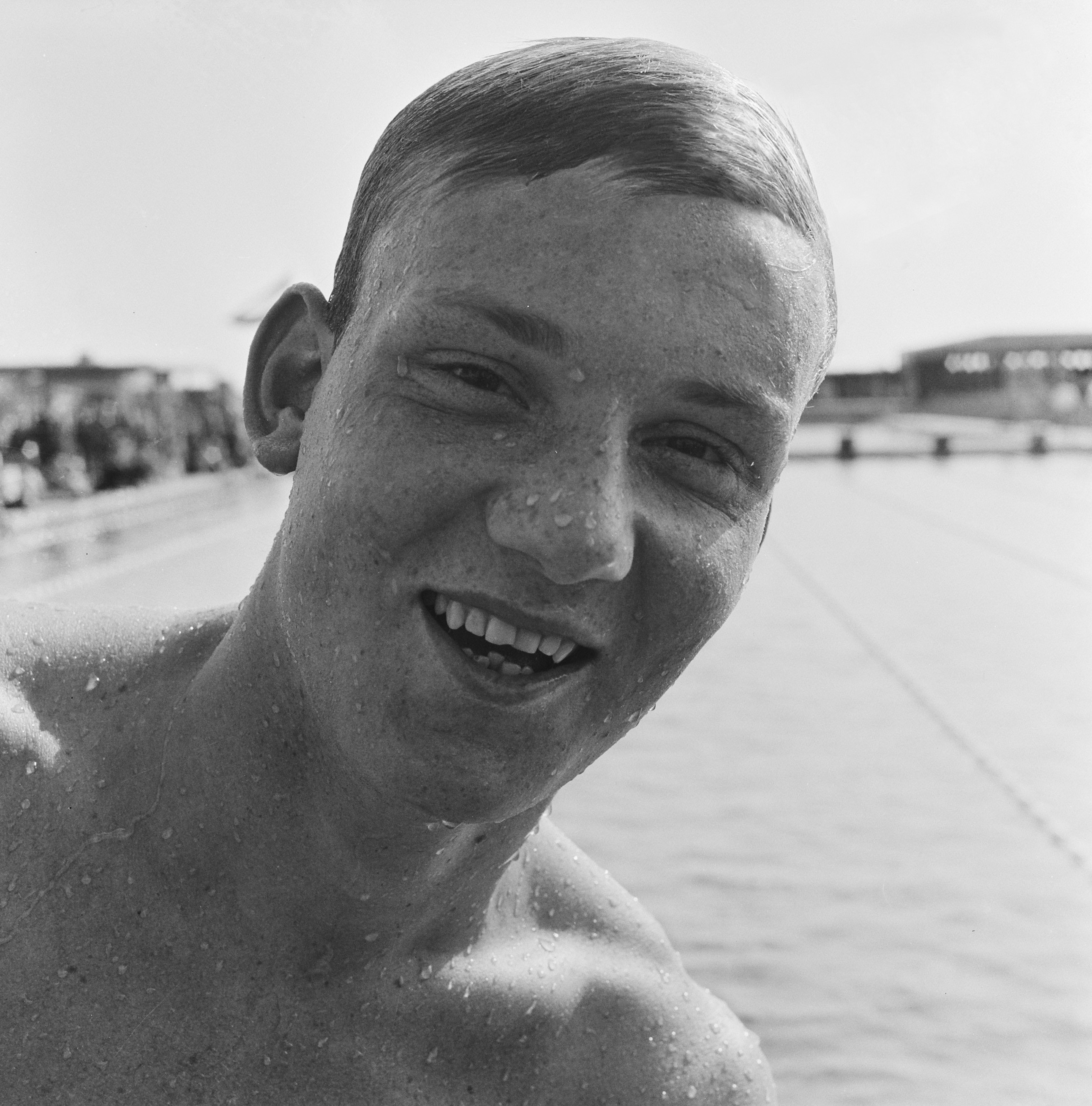
Langerhorst (1965)

- Nederlands kampioen 100 m vlinderslag - 1967, 1968
- Nederlands kampioen 200 m vlinderslag - 1964, 1965, 1966, 1967, 1968
- Nederlands kampioen 100 m vrije slag - 1967, 1968, 1969
- Nederlands kampioen 200 m vrije slag - 1966, 1967, 1968, 1969
- Nederlands kampioen 400 m vrije slag - 1965, 1966, 1967, 1968
- Nederlands kampioen 800 m vrije slag - 1967
- Nederlands kampioen 1500 m vrije slag - 1965, 1966, 1967, 1968

## Palmares

### 200 m vlinderslag
- 1964: 18e Olympische Spelen - 2.22,5
- 1968: 22e Olympische Spelen - 2.17,4

### 4 x 200 m vrije slag
- 1964: 22e Olympische Spelen - 8.17,0